# Geaya exlineae
Geaya exlineae is een hooiwagen uit de familie Sclerosomatidae.